# Síndrome del cabello anágeno suelto
El síndrome del cabello anágeno suelto, es un trastorno en el desarrollo del pelo que se caracteriza, porque este cae fácilmente ante una pequeña tracción cuando se encuentra en fase anágena, es decir en periodo de crecimiento. Este fácil arrancamiento del cabello se debe a la existencia de una adhesión débil entre el tallo piloso y el folículo piloso.
Se trata de un cuadro benigno poco frecuente y de origen genético, afecta más a las niñas. Se incluye dentro del grupo de enfermedades llamadas displasias pilosas y origina calvicie difusa sobre todo en la región occipital y parietal. Los primeros síntomas se presentan alrededor de los 3 años de edad y tiende a mejorar a partir de la adolescencia. No tiene ningún tratamiento conocido.